# Omocerus
Omocerus es un género de escarabajos de la familia Chrysomelidae. El género fue descrito científicamente primero por Chevrolat en 1835. Esta es una lista de especies pertenecientes a este género:
- Omocerus angulicollis Borowiec, 2000
- Omocerus bicornis (Linnaeus, 1763)
- Omocerus burakowskii Dabrowska & Borowiec, 1995
- Omocerus casta (Boheman, 1862)
- Omocerus coracina (Boheman, 1850)
- Omocerus doeberli Dabrowska & Borowiec, 1995
- Omocerus malachitica (Germar, 1824)
- Omocerus rugosicollis Borowiec, 2000
- Omocerus similis Borowiec, 2000
- Omocerus taurus (Fabricius, 1787)